# Castello di Maisons-Laffitte
Il castello di Maisons-Laffitte (Château de Maisons-Laffitte in francese) è una residenza di campagna situata nel comune di Maisons-Laffitte, a nord-ovest di Parigi. È classificato come Monumento storico di Francia.
Il palazzo fu costruito tra il 1642 ed il 1646 su progetto di François Mansart per René de Longueil, personaggio politico appartenente alla nobiltà di toga. Esso rappresenta una delle più significative opere del barocco francese, con un verticalismo riconducibile tuttavia al gusto gotico.
La pianta dell'edificio è rettangolare, delimitata da due ali non molto pronunciate, che sul retro formano due semplici risalti. In alzato, la parte centrale è caratterizzata da un avancorpo su tre piani, impaginato mediante la sovrapposizione degli ordini architettonici.
Il "gran gabinetto", detto "gabinetto all'italiana", ha perso il suo rivestimento del XVII secolo a favore di una decorazione datante dal XIX secolo, ma ha conservato la sua coupola, il cui tamburo è ornato di coppie di termini che si tengono per la vita. Questa cupola prefigura nella propria decorazione il gran salone del castello di Vaux-le-Vicomte.